# Wilhelm II. (Angoulême)
Wilhelm II. Taillefer (franz.: Guillaume Taillefer; † wohl 945) war ein Graf von Angoulême aus dem Haus Taillefer. Er war ein Sohn des Grafen Alduin I. von Angoulême.
Weil er beim Tod seines Vaters 916 noch unmündig war, regierte für ihn zunächst der angeheiratete Onkel Adémar in Angouleme.
Wilhelm machte sich einen Namen als Kämpfer gegen die seit mehreren Jahrzehnten in Aquitanien einfallenden Wikinger. Der Chronist Ademar von Chabannes berichtet, wie Wilhelm während einer Schlacht gegen die Wikinger deren Anführer Storin zum Zweikampf gestellt und ihn trotz dessen Eisenrüstung mit einem Schwerthieb der Körperlänge nach in zwei Hälften gespalten habe. Daher rührt sein Beiname Sector ferri (deutsch: „Eisenschneider“, französisch: „Taillefer“), der zum Familiennamen seiner Nachkommen wurde.
Wilhelms Testament datiert auf das Jahr 945, worauf er wohl verstarb. Bestattet wurde er in der Abtei Saint-Cybard. Er war nicht verheiratet, hatte aber zwei uneheliche Söhne. Offenbar weil der ältere von ihnen, Arnaud Manzer, bei seinem Tod noch unmündig war, konnte zunächst Wilhelms Vetter aus dem Périgord, Graf Bernard, in Angoulême nachfolgen.